# Aviemore (schip, 1920)
De Aviemore was een Brits stoomvrachtschip van 4.060 ton, dat tijdens de Tweede Wereldoorlog door een Duitse onderzeeboot tot zinken is gebracht.

## Geschiedenis
De Aviemore werd voltooid in oktober 1920 op de scheepswerf van Irvine´s Shipbuilding & Dry Docks Co Ltd. Middleton Shipyard, West Hartlepool. De eigenaar was Furness, Withy & Co Ltd. Liverpool met aldaar haar thuishaven.
Haar reisroute begon vanuit Swansea, Wales – Montevideo, Uruguay, naar Buenos Aires, Argentinië, met 5.105 ton platen tin en zwarte metalen platen. Aan boord waren 34 bemanningsleden. De Aviemore voer eigenlijk niet direct mee met het allereerste konvooi, OB-4 van de Tweede Wereldoorlog, maar liep eigenlijk een eind vóór het konvooi uit. Het konvooi zelf werd, om onbekende redenen, niet aangevallen door de U-31.
Het verlies van het Britse vrachtschip gebeurde om 08.15 uur op 16 september 1939, toen de U-31 onder commando van Johannes Habekost, één torpedo afvuurde op het eerste schip nabij een konvooi. Ze zagen de Aviemore na de torpedo-inslag in twee stukken breken en wegzinken. De Aviemore, met kapitein Morton Forsythe als gezagvoerder, zonk onmiddellijk na getorpedeerd te zijn, op ongeveer 220 zeemijl, ten zuidwesten van Cape Clear, Ierland, in positie 49°11’ Noord en 13°38’ West.  
Kapitein Forsythe en 22 bemanningsleden overleefden deze scheepsramp niet. Elf bemanningsleden werden opgepikt door HMS Warwick (D 25) (LtCdr. M.A.G. Child, RN) en bracht de overlevenden naar Liverpool op 18 september.
De Aviemore was het eerste schip dat door een U-boot tijdens een aanval op een konvooi in Wereldoorlog II tot zinken werd gebracht. De eerste succesvolle aanval op een schip in een konvooi werd gemaakt door de U-35 toen het aanvallen uitvoerde op konvooi OA-7 op 21 september 1939.